# Dasmariñas
Dasmariñas es una ciudad de primera clase en la provincia de Cavite, Filipinas, ubicada aproximadamente 30 km al sur de Manila. según al censo de 2007, tenía una población de 556 330 habitantes. En términos de población, Dasmariñas es la undécima mayor ciudad del país. Ocupa una superficie de 90,1 km².
Fue fundada en 1864 y renombrada en 1866 en honor de Gómez Pérez das Mariñas.

## Barangayes
Dasmariñas se divide administrativamente a 74 barangayes:
| - Burol - Langkaan I - Paliparan I - Sabang - Salawag - Salitran I - Sampaloc I - San Agustín I - San Jose - Zone I (Pob.) - Zone II (Pob.) - Zone III (Pob.) - Zone IV (Pob.) - Datu Esmael (Bago-a-ingud) - Emmanuel Bergado I - Fatima I - Luzviminda I - Saint Peter I - San Andrés I | - San Antonio De Padua I - San Dionisio (Barangay 1) - San Esteban (Barangay 4) - San Francisco I - San Isidro Labrador I - San Juan (San Juan I) - San Lorenzo Ruiz I - San Luis I - San Manuel I - San Mateo - San Miguel - San Nicolas I - San Roque (Sta. Cristina II) - San Simón (Barangay 7) - Santa Cristina I - Santa Cruz II - Santa Cruz I - Santa Fe - Santa Lucia (San Juan II) | - Santa Maria (Barangay 20) - Santo Cristo (Barangay 3) - Santo Niño I - Burol I - Burol II - Burol III - Emmanuel Bergado II - Fatima II - Fatima III - Langkaan II - Luzviminda II - Paliparan II - Paliparan III - Saint Peter II - Salitran II - Salitran III - Salitran IV - Sampaloc II - Sampaloc III | - Sampaloc IV - Sampaloc V (New Era) - San Agustín II - San Agustín III - San Andrés II - San Antonio De Padua II - San Francisco II - San Isidro Labrador II - San Lorenzo Ruiz II - San Luis II - San Manuel II - San Miguel II - San Nicolas II - Santa Cristina II - Santa Cruz II - Santo Niño II - Victoria Reyes Pag-asa - Zone I-A |